# مارتا إيتورا
مارتا إيتورا بالنزويلا (بالإسبانية: Marta Etura)‏ وهي ممثلة أفلام وتلفزيون باسكية إسبانية ولدت في يوم 28 أكتوبر 1978 في مدينة سان سباستيان في إسبانيا، مثلت في فلم ذا إمبوسيبل في 2013 ومثلت في عدة أفلام ومسلسلات ومسرحيات إسبانية.

## روابط خارجية
- مارتا إيتورا على موقع IMDb (الإنجليزية)
- مارتا إيتورا على موقع قاعدة بيانات الأفلام العربية
- مارتا إيتورا على موقع ألو سيني (الفرنسية)
- مارتا إيتورا على موقع تيرنر كلاسيك موفيز (الإنجليزية)
- مارتا إيتورا على موقع أول موفي (الإنجليزية)
- مارتا إيتورا على موقع قاعدة بيانات الأفلام السويدية (السويدية)
- مارتا إيتورا على موقع قاعدة بيانات الفيلم (الإنجليزية)
- مارتا إيتورا على موقع كينوبويسك (الروسية)